# 岩永洋昭
岩永 洋昭（いわなが ひろあき、1979年11月23日 - ）は、日本の俳優、男性モデル、声優、歌手。長崎県東彼杵郡波佐見町出身。
G-STAR.PRO所属。2023年1月1日より純烈に加入。2025年3月31日純烈を脱退。

## 略歴
大学在学中の2000年にモデルとしてデビュー。2004年にDETOURアクターズワークショップ（2007年4月15日に活動終了）に所属してからは俳優としても活動する。
2008年放送の『トミカヒーロー レスキューフォース』に石黒鋭二 / R5 役で出演し、知名度を挙げた。続編の『トミカヒーロー レスキューファイアー』の第38話以降、同役で客演。
2009年11月23日、東武動物公園・レスキューファイアースペシャルライブステージで、誕生日が同じ大道寺俊典と共に岩永の30歳の誕生日を祝うサプライズパーティーが開かれた。
2010年、『仮面ライダーオーズ/OOO』に、伊達明 / 仮面ライダーバース 役として出演。
2012年からは声優としても活動しており、『ベルセルク』では主人公であるガッツを演じている。
2015年10月6日、本人ブログによりオフィスジュニアからG-STAR.PROへ所属事務所の移籍を発表。
2016年7月2日、『ベルセルク』アニメ版先行上映会&トークショーにて結婚と第一子誕生を発表。
2022年9月1日、歌謡コーラス・グループ純烈への加入を発表。2023年1月から同グループを卒業した小田井涼平のパートを担当する後任として活動する。
2024年6月30日、2025年3月末をもって純烈を卒業することを発表。

## 人物
- 福岡工業大学卒業。身長187cm、体重77kg。血液型A型。靴のサイズ29cm。
- 特技はバスケットボール、 水泳、バイク、料理。
- 『レスキューフォース』の撮影現場では、劇中の石黒の地位がレスキューフォースの隊長であったため、出演者やスタッフから撮影現場では「隊長」と呼ばれていた。
- 蓄えた髭は『オーズ』の伊達役のオーディション直前に演じていた舞台の役作りのためだったが、髪型が『レスキューフォース』時から変わっていないため、結果的に石黒との差別化が出来て良かったと語っている[9]。
- 好きなライダーは『仮面ライダーBLACK』と『仮面ライダーBLACK RX』[9]。
- かなり筋骨隆々とした体格で、2012年3月に発売された写真集『洋（ひろ）』では惜しげなく自らの肉体を披露していた。岩永本人もあまりの露出の多さに「ほぼエロ本です」とコメントしていた[10]。
- アニメ『ベルセルク』の主題歌、劇伴担当の平沢進と舞台共演後、自身のInstagram上にて平沢とのツーショット写真を上げている[11]。

## 出演
太字はメインキャラクター。

### テレビドラマ
- ハケンの品格 第3話（2007年1月24日、日本テレビ）
- トミカヒーローシリーズ（テレビ愛知・テレビ東京系） - 石黒鋭二 / R5 役
  - トミカヒーロー レスキューフォース（2008年4月5日 - 2009年3月28日）
  - トミカヒーロー レスキューファイアー 第18話、第37話・第38話（2009年8月1日、12月12日・19日）
- ママはニューハーフ 第23話 - 第27話（2009年5月6日 - 12日、テレビ東京） - 中村修 役
- 水曜シアター9 温泉仲居 小泉あつ子の事件簿～南伊豆・湯けむり殺人事件（2009年9月16日、テレビ東京） - 刑事 役
- インディゴの夜 第31話・第34話（2010年2月16日・19日、東海テレビ・フジテレビ系） - 刺青の男 役
- もやしもん 第1話、第4話・第5話、第9話 - 最終話（2010年7月9日、7月30日・8月6日、9月3日 - 17日、フジテレビ） - 農志会会長 役 ※役名表記なし
- 愛の劇場〜男と女はトメラレナイ〜「番町皿屋敷」（2010年7月9日、NHK Eテレ） - 愛の劇場支配人 役
- 仮面ライダーオーズ/OOO 第16話 - 第38話、第46話 - 最終話（2010年12月26日 - 2011年6月12日、8月14日 - 28日、テレビ朝日） - 伊達明 役[12]
- 花嫁のれん 第2シリーズ 第11話 - 最終話（2011年11月14日 - 12月29日、東海テレビ・フジテレビ系） - 榛名武司 役[13]
- ハンチョウ〜警視庁安積班〜 第6話・第7話（2012年5月14日・21日、TBS） - ケニー・フジムラ 役
- 戦国BASARA-MOONLIGHT PARTY-（2012年7月13日 - 9月21日、MBS） - 武田信玄 役
- 水曜ミステリー9 刑事ガサ姫 -警視庁特命家宅捜索班-シリーズ（テレビ東京） - 坂本祐樹 役
  - 刑事ガサ姫 -警視庁特命家宅捜索班-（2012年8月1日）
  - 刑事ガサ姫2 警視庁特命家宅捜索班（2013年5月8日）
  - 刑事 ガサ姫3－警視庁特命家宅捜索班－（2014年6月11日）
- オンナ♀ルール 幸せになるための50の掟（2014年1月2日 - 3月30日、日本テレビ） - 近藤雅也 役
- ドラマスペシャル SP 警視庁警護課4（2014年5月4日、テレビ朝日） - 伊藤悟史 役
- 土曜ワイド劇場 検事・朝日奈耀子15（2014年5月24日、テレビ朝日） - 滝口明久 役
- 科捜研の女 第15シリーズ 第13話（2016年2月25日、テレビ朝日） - 川添卓弥（葵） 役
- 警視庁・捜査一課長 第8話（2016年6月2日、テレビ朝日） - 出宮孝司 役
- 侠飯〜おとこめし〜 第5話・第7話（2016年8月20日・9月3日、テレビ東京） - 玉井明 役
- 動物戦隊ジュウオウジャー 第39話（2016年11月27日、テレビ朝日） - 零 役
- もひかん家の家族会ぎ 第7話（2017年11月28日、テレビ神奈川 ほか） - 野球のお兄さん 役
- モブサイコ100（2018年1月19日 - 4月6日、テレビ東京） - 誇山 役[14]
- アンナチュラル 第6話（2018年2月16日、TBS） - 権田原登 役
- 最後の晩ごはん 第11話・最終話（2018年3月23日・30日、BSジャパン） - 船倉聡 役
- WOWOWオリジナルドラマ ヒル Season1（2022年3月4日 - 4月8日、WOWOW） - チロル 役
- ナンバMG5 第9話（2022年6月15日、フジテレビ） - 竜二 役
- 祈りのカルテ 研修医の謎解き診察記録 第4話（2022年10月29日、日本テレビ） - 町田和明 役[15]

### テレビ番組
- 逃走中（フジテレビ）
  - ～最後のサムライ～ ドラマパート（2013年9月29日） - 剣之介 役
  - ～奥様はかぐや姫～ ドラマパート（2014年1月5日） - 竹田剣之介 役
- 即興!電影劇団「総合商社 高島商事」（2015年2月8日 - 4月27日、テレビ埼玉） - 岩崎建 役

### 映画
- トミカヒーローシリーズ（松竹） - 石黒鋭二 / R5 役
  - トミカヒーロー レスキューフォース 爆裂MOVIE マッハトレインをレスキューせよ!（2008年12月20日）
  - 爆走!トミカヒーローグランプリ（2008年12月20日）
- 仮面ライダーシリーズ（東映）
  - オーズ・電王・オールライダー レッツゴー仮面ライダー（2011年4月1日） - 仮面ライダーバースの声 役
  - 劇場版 仮面ライダーオーズ WONDERFUL 将軍と21のコアメダル（2011年8月6日） - 伊達明 / 仮面ライダーバース 役
  - 仮面ライダー×仮面ライダー フォーゼ&オーズ MOVIE大戦MEGA MAX（2011年12月10日） - 伊達明 / 仮面ライダーバース・プロトタイプ 役
  - 仮面ライダー×仮面ライダー 鎧武&ウィザード 天下分け目の戦国MOVIE大合戦（2013年12月14日） - ノブナガ 役 ※友情出演
- 不良少年 3000人の総番（2012年3月10日、東映ビデオ） - 坂本和輝 役
- スーパーヒーロー大戦シリーズ（東映）
  - 仮面ライダー×スーパー戦隊 スーパーヒーロー大戦（2012年4月21日） - 仮面ライダーバース・プロトタイプの声 役
  - 仮面ライダー×スーパー戦隊×宇宙刑事 スーパーヒーロー大戦Z（2013年4月27日） - 宇宙刑事シャイダーの声 役
- 宇宙刑事ギャバン THE MOVIE（2012年10月20日、東映） - 烏丸舟 / 宇宙刑事シャイダー 役 ※友情出演
- 戦国BASARA-MOONLIGHT PARTY- Remix 前篇・後篇（2012年11月24日、日本出版販売） - 武田信玄 役
- アイアンガール ULTIMATE WEAPON（2015年1月17日、渋谷プロダクション） - 竜崎ケント 役[16]
- Messiah メサイア -深紅ノ章-（2015年10月17日、トリプルアップ） - ザ・タワー 役
- タロット探偵ボブ西田（2016年2月27日、信州映画） - エヴァ 役
- U-31（2016年8月27日、トキメディアワークス） - 綾瀬 役[17]
- 怒り（2016年9月17日、東宝） - 妻夫木聡が演じるゲイの友人 役
- スレイブメン（2017年3月10日、SPOTTED PRODUCTIONS） - 大森真人 役
- 映画刀剣乱舞-継承-（2019年1月18日、東宝映像事業部） - 日本号 役[18]
- 逆位置のバラッド（2020年3月6日、源田企画） - エヴァ 役
- ぐらんぶる（2020年8月7日、ワーナー・ブラザース映画） - 寿竜次郎 役
- 窮鼠はチーズの夢を見る（2020年9月11日、ファントム・フィルム）
- スーパー戦闘 純烈ジャー（2021年9月10日、東映ビデオ） - ザウナ 役[19]
- ペルセポネーの泪（2022年3月18日、源田企画） - 大倉 役
- 色彩 SHIKI-SAI（2022年9月30日、源田企画） - ナレーション
- ひみつのなっちゃん。（2023年1月13日、ラビットハウス / 丸壱動画） - トラック運転手 役[20]
- 遠いところ（2023年7月7日、ラビットハウス）[21]
- 神回（2023年7月21日、東映ビデオ）[22]

### オリジナルビデオ
- 実録・若頭（2010年10月25日、GPミュージアムソフト）
- ルーザー 全2作（2013年、オールイン エンタテインメント） - 主演・鶴田心平 役（金子賢とダブル主演）[23]
  - ルーザー（2013年3月15日）
  - ルーザー2（2013年4月19日）
- 新・喧嘩高校軍団 義士高vs.民族高（2013年7月25日、コンセプトフィルム） - 主演・大地雄吾 役
- 獅子の復讐（2013年9月6日、アドバンス）
- 宇宙刑事 NEXT GENERATION（2014年、東映ビデオ） - 烏丸舟 / 宇宙刑事シャイダー 役
  - 宇宙刑事シャリバン NEXT GENERATION（2014年10月10日）
  - 宇宙刑事シャイダー NEXT GENERATION（2014年11月7日） - 主演
- 宇宙戦隊キュウレンジャーVSスペース・スクワッド（2018年8月8日、東映ビデオ） - 烏丸舟 / 宇宙刑事シャイダー 役[24]
- 仮面ライダージオウ NEXT TIME ゲイツ、マジェスティ（2020年4月22日、東映ビデオ） - 伊達明 / 仮面ライダーバース 役 ※友情出演[12]
- 仮面ライダーオーズ 10th 復活のコアメダル（2022年8月24日、東映ビデオ） - 伊達明 役[25]

### 舞台
- -THE BUTTERFLY EFFECT- バタフライ・エフェクト（2008年）
- 《ENCORE LIVE》-THE BUTTERFLY EFFECT―バタフライ・エフェクト（2009年）
- 《ソラオの世界》-KITY FILM presents-（2009年）
- 《ザダオのサダメ》-新たな旅路-（2009年）
- THE BUTTERFLY EFFECT〜Neo Loneliness〜Blue eternal Version〜（2010年）
- 《Be With×美獣》Collaboration STAGE 灰とダイヤモンド（2012年）
- 劇団たいしゅう小説家 10周年記念公演 Vol.4 The Door 〜 welcome to my home 〜（2012年） - 主演・原島笑 役
- 舞台 銀河英雄伝説 撃墜王（2012年） - ワルター・フォン・シェーンコップ 役
- 舞台 銀河英雄伝説 輝く星 闇を裂いて（2012年） - ワルター・フォン・シェーンコップ 役
- GO HOME!!（2013年）
- 舞台 銀河英雄伝説 第三章 内乱（2013年） - ワルター・フォン・シェーンコップ 役
- 劇団たいしゅう小説家Presents おれの舞台（2013年） - 倉本正一 役（ダブルキャスト）
- The Door2 〜 Farewell 〜（2013年） - 主演・原島笑 役
- WORLD（2013年） - 谷口洋介 役
- 舞台 銀河英雄伝説 第四章 前篇 突撃前夜（2013年） - ワルター・フォン・シェーンコップ 役
- ブラックジャックによろしくZERO（2014年） - 村上久志 役
- メサイア -鋼ノ章-（2015年） - シャム 役
- 宮本武蔵外伝〜我が宿敵は女子高生成り〜（2016年） - 宮本武蔵 役
- Sweat&Tears 東京キッドブラザース44th 失なわれた藍の色 （2017年10月14日 - 22日）
- ガスマスクの伊藤さん（2018年7月18日 - 22日、六行会ホール） - 刑事 ・伊藤さん 役
- SaGa THE STAGE 〜七英雄の帰還〜（2018年9月21日、埼玉：戸田市文化会館 / 10月2日 - 8日、東京：シアター1010 / 10月17日 - 21日、大阪：サンケイホールブリーゼ） - ダンターグ 役[26]
- 音楽朗読劇「ヘブンズ・レコード～青空篇～」（2019年9月12日 - 29日、よみうりホール/神戸新聞松方ホール） 第1話 - 岡崎倫太郎 役
- 「僕のヒーローアカデミア」The “Ultra” Stage（2019年4月12日 - 21日、天王洲 銀河劇場 / 4月26日 - 29日、サンケイホールブリーゼ / 6月7日 - 6月9日、上海虹橋芸術中心） - オールマイト（マッスルフォーム） 役[27][28]
- 舞台『血界戦線』（2019年11月2日 - 10日、天王洲 銀河劇場 / 11月14日 - 17日、梅田芸術劇場シアター・ドラマシティ ） - クラウス・V・ラインヘルツ 役
- 「僕のヒーローアカデミア」The “Ultra” Stage 本物の英雄（2020年3月6日20日 - 22日、品川プリンスホテル ステラボール / 3月27日 - 4月5日、梅田芸術劇場 シアター・ドラマシティ） - オールマイト（マッスルフォーム） 役[注 1][29][30]
- 舞台『血界戦線』Beat Goes On（2020年11月20日 - 29日、天王洲 銀河劇場 / 12月3日 - 6日、メルパルク大阪 ホール） - クラウス・V・ラインヘルツ 役
- 舞台『血界戦線』Blitz Along Alone（2021年10月22日 - 31日、天王洲 銀河劇場 / 11月4日 - 7日、梅田芸術劇場 シアター・ドラマシティ） - クラウス・V・ラインヘルツ 役[31]
- 「僕のヒーローアカデミア｣ The “Ultra” Stage 本物の英雄 PLUS ULTRA ver.（2021年12月3日 - 12日、TOKYO DOME CITY HALL / 12月24日 - 26日、京都劇場） - オールマイト（マッスルフォーム） 役[注 2][32][33]

### Webドラマ
- ネット版 仮面ライダーオーズ ALL STARS 21の主役とコアメダル（2011年） - 伊達明 / 仮面ライダーバース 役
- オンナ♀ルール 幸せになるための50の掟 第5話、第10話、第15話・第16話、第23話、第34話、第45話、第49話（2013年4月12日、4月19日、4月26日・29日、5月8日、5月23日、6月7日、6月13日、NOTTV） - 近藤雅也 役
- dTVオリジナルドラマ 嘘喰い-梶隆臣篇-（2022年2月11日、dTV） - グリス李 役
- ネット版 仮面ライダーオーズ バースX誕生・序章（2022年3月13日、東映特撮ファンクラブ） - 伊達明 役
- オーズ10th 仮面ライダーバース バースX誕生秘話（2022年7月3日、東映特撮ファンクラブ） - 伊達明 役[34]

### テレビアニメ
- ニンジャスレイヤー フロムアニメイシヨン（2015年、フリックショット）
- ベルセルク（2016年 - 2017年、ガッツ[35]） - 2シリーズ
- ベルセルク MEMORIAL EDITION（2022年、ガッツ[36]）

### 劇場アニメ
- ベルセルク 黄金時代篇 I / II / III（2012年 - 2013年、ガッツ） - 3作品

### ゲーム
2011年
- 仮面ライダーバトル ガンバライド（仮面ライダーバース〈伊達明〉 / 仮面ライダーバース・プロトタイプ）
- オール仮面ライダー ライダージェネレーション シリーズ（2011年 - 2016年、仮面ライダーバース / 仮面ライダーバース・プロトタイプ） - 3作品
- 仮面ライダー クライマックスヒーローズ シリーズ（2011年 - 2012年、仮面ライダーバース〈伊達明〉） - 2作品

2013年
- 仮面ライダー バトライド・ウォー シリーズ（2013年 - 2016年、仮面ライダーバース） - 3作品
- 仮面ライダー トラベラーズ戦記（伊達明 / 仮面ライダーバース / 仮面ライダーバース・プロトタイプ）

2014年
- スーパーヒーロージェネレーション（仮面ライダーバース）

2015年
- 仮面ライダーバトル ガンバライジング（仮面ライダーバース / 仮面ライダーバース・プロトタイプ）

2016年
- ベルセルク無双（ガッツ）

2017年
- 仮面ライダー クライマックスファイターズ（仮面ライダーバース）

2018年
- 仮面ライダー クライマックススクランブル ジオウ（仮面ライダーバース）

2020年
- D×2 真・女神転生 リベレーション（ガッツ）

2023年
- 仮面ライダーバトル ガンバレジェンズ（仮面ライダーバース / 仮面ライダーバース・プロトタイプ）

### CM
- ほっかほっか亭（1999年）
- NTTドコモ九州（2001年）
- 平和 CRラブ嬢（2011年）[41]
- プロミス香港（2017年）
- 日産自動車 エルグランド「羨望 IEB」篇（2018年）

### モデル
- アジアコレクション（福岡開催）（2000年）
- NIKE・バスケットボールカタログ（2004年）
- 東レ・Mr.T-BODY 審査員特別賞（2007年）

### イベント
- 隊長・岩永洋昭と行く!マザー牧場日帰りバスツアー（2008年）
- オフィスジュニアPRESENTS 美獣〜接近〜（2009年）
- オフィスジュニアPRESENTS 美獣〜魅惑〜（2009年）
- レスキューファイアースペシャルライブステージ（2009年） - 石黒鋭二 / R5（声） 役 ※ゲスト出演
- オフィスジュニアPRESENTS 美獣〜宴〜（2009年）
- レスキューファイアースペシャルライブステージ（2010年） - 石黒鋭二 / R5（声） 役 ※ゲスト出演
- レスキューファイアー&レスキューフォース・スペシャルライブステージ〈ファイナル〉（2010年） - 石黒鋭二 / R5（声） 役

### ミュージック・ビデオ
- 伊達明&後藤慎太郎（C.V.岩永洋昭&君嶋麻耶）「Reverse / Re：birth」（2011年7月27日発売）

### パチンコ
- CRラブ嬢〜ご延長の方はいかがなさいますか?〜（2011年、ボーイ[41]）
- CRラブ嬢プラス〜今夜も、ご延長の方はいかがなさいますか?〜（2013年、ボーイ）

### パチスロ
- ラブ嬢（2013年、オリンピア）ボーイ役[42]

### 玩具
- COMPLETE SELECTION MODIFICATION バースドライバー&Xユニット（2022年12月）

## ディスコグラフィ

### シングル
- Reverse / Re:birth（2011年） - 君嶋麻耶とのデュエット。テレビドラマ『仮面ライダーオーズ/OOO』挿入歌

### その他
- セイブ ザ ライフ（2008年） - 「石黒鋭二」名義。テレビドラマ『トミカヒーロー レスキューフォース』イメージソング

## 書籍

### 写真集
- 洋（2012年、東京ニュース通信社）